# الأقرع بن حابس
الأقرع بن حابس بن عقال بن مُحَمد المُجَاشعي التميمي صحابي جليل، وأحد سادات العرب في الجاهلية والإسلام، ومن المؤلفة قلوبهم، وأحد حكام وقضاة العرب المشهورين قبل الإسلام، كان يحكم بين العرب في كل موسم حتى جاء الإسلام، وهو أول من حرم القمار، ويُعد أحد فرسان العرب المشهورين، وفد إلى النبي ﷺ وأسلم، وحسن إسلامه، وشهد معه فتح مكة، وغزوة حنين، والطائف، وقاتل تحت لواءه، وأعطاه النبي ﷺ من أنفال غزوة حنين، ثم قاتل مع خالد بن الوليد في اليمامة ضد المرتدين، كما كان على مقدمة الجيوش الإسلامية في فتوحات العراق وأبلى فيها بلاءً حسنًا، وشهد فتوحات بلاد فارس وخراسان، واستُشَهد في أحد المعارك في الجوزجان من بلدان خراسان في زمن الخليفة عثمان بن عفان عام 31 هـ.

## نسبه
- هو الأقرع بن حابس بن عقال بن مُحَمد بن سُفَيان بن مُجَاشع بن دارم بن مالك بن حنظلة بن مالك بن زيد مناة تميم بن مر المُجَاشعي الدارمي الحنظلي التميمي.[3]
- أمه هي فطيمة بنت حوي بن سُفَيان بن مُجَاشع بن دارم بن مالك بن حنظلة بن مالك بن زيد مناة بن تميم بن مر المُجَاشعية الدارمية الحنظلية التميمية.[4]

## حاله في الجاهلية
كان من سادات العرب وفرسانهم وأئمتهم وحكمائهم في الجاهلية، وكان ملكاً يحكم بين الناس في منافراتهم و قاد الخيل من أرض نجد حتى دخل نجران فأغار على بني الحارث بني كعب ، قال الزبير بن بكار: «كان الأقرع بن حابس ملكاً في الجاهلية». وذكر عنه المدائني: «أنه أول من حرم القمار في الجاهلية». وقال القلقشندي: «أول من حرم القمار في الجاهلية الأقرع بن حابس التميمي، ثم جاء الإسلام بتقريره».
وقد تحاكم إلى الأقرع في الجاهلية جرير بن عبد الله البجلي وهو سيد قبيلة بجيلة والفرافصة بن الأحوصٍ الكلبي وهو سيد قبيلة بني كلب القضاعية فقال جرير:
وقال أيضاً:
وقال الغندجاني: أن هذه الأبيات لعمرو بن خثارم شاعر بجيلة، وأنه قال في الأقرع:
والقول الأول أنها لجرير هو الأشهر وقد قال به ابن إسحاق وابن هشام وسيبويه والمرزباني، قال الغندجاني: «فنفره الأقرع بمضر وربيعة، ولولاهم نفر الكلبي». ، وقال البلاذري: «فحكم الأقرع أن بجيلة أبوهم أنمار بن نزار بن معد، وأن قضاعة بن معد، وأن نزار أشرف من قضاعة، وأن أخس بني نزار أشرف من أفضل قضاعة».
وإلى جانب حكمته ورئاسته، كان فارساً، شجاعاً، بطلاً، في ميدان الحروب، يقود الفرسان، وذكر ابن حبيب: أنه أحد قادة العرب الذي يقودون ألف فارسٍ وأكثر. ومن أخبار غزواته وغارته قبل الإسلام ما رواه أبو عبيدة قال: «لما أنصرف الأقرع من يوم الكلاب الثاني جمع ألفي مقاتل من بني تميم وأغار بهم على نجران وفيها أخلاط من أهل اليمن من حمير وخثعم والأشعثان من سادة قبيلة كندة وهما الأشعث بن قيس بن معد يكرب بن جبلة الكندي وأخوه، فهزم جمعهم الأقرع بن حابس، وغنم منهم وسبى». وفي ذلك يقول البعيث المجاشعي:
وفي غارةٍ أخرى له هزم فيها أهل نجران وأهل الجوف من مذحج وسباهم، ثم قام بمهاجمة قبائل كندة وهمدان وأوقع بهم، وأصاب فيهم ، وفي ذلك قال الفرزدق مفتخراً بالأقرع لان جدته لأبيه هي ليلى بنت حابس أخت الأقرع، ويكون الأقرع خال والده غالب بن صعصعة:

## قصة إسلامه
قال ابن سعد في طبقاته "وكان في وفد بني تميم الذين قدموا على رسول الله صلى الله عليه وسلم فأسلم وكان ينزل أرض بني تميم ببادية البصرة"، لما قدم وفد تميم كان معهم فلما قدموا المدينة قال الأقرع بن حابس حين نادى: يا محمد إن حمدي زين وإن ذمي شين فقال رسول الله: ذلكم الله سبحانه. وقيل: بل الوفد كلهم نادوا بذلك فخرج إليهم رسول الإسلام وقال: ذلكم الله فما تريدون؟
قالوا: نحن ناس من تميم جئنا بشاعرنا وخطيبنا لنشاعرك ونفاخرك فقال النبي: ما بالشعر بعثنا ولا بالفخار أمرنا ولكن هاتوا فقال الأقرع بن حابس لشاب منهم: قم يا فلان فاذكر فضلك وقومك فقال: الحمد لله الذي جعلنا خير خلقه وآتانا أموالا نفعل فيها ما نشاء فنحن خير من أهل الأرض أكثرهم عددا وأكثرهم سلاحا فمن أنكر علينا قولنا فليأت بقول هو أحسن من قولنا وبفعال هو أفضل من فعالنا.
فقال رسول الله لثابت بن قيس بن شماس الأنصاري وكان خطيب النبي: قم فأجبه فقام ثابت فقال: الحمد لله أحمده وأستعينه وأؤمن به وأتوكل عليه وأشهد أن لا إله إلا الله وحده لا شريك له وأشهد أن محمدا عبده ورسوله دعا المهاجرين من بني عمه أحسن الناس وجوها وأعظم الناس أحلاما فأجابوه والحمد لله الذي جعلنا أنصاره ووزراء رسوله وعزا لدينه فنحن نقاتل الناس حتى يشهدوا أن لا إله إلا الله فمن قالها منع منا نفسه وماله ومن أباها قاتلناه وكان رغمه في الله علينا هينا أقول قولي هذا وأستغفر الله للمؤمنين والمؤمنات فقال الزبرقان بن بدر لرجل منهم: يا فلان قم فقل أبياتا تذكر فيها فضلك وفضل قومك فقال:
نحن الكرام فلا حي يعادلنا... نحن الرؤوس وفينا يقسم الربع
ونطعم الناس عند المحل كلهم... من السديف إذا لم يؤنس القزع
إذا أبينا فلا يأبى لنا أحد... إنا كذلك عند الفخر نرتفع
فقال رسول الإسلام: علي بحسان بن ثابت فحضر وقال: قد آن لكم أن تبعثوا إلى هذا العود والعود: الجمل المسن. فقال له رسول الله: ثم فأجبه فقال: أسمعني ما قلت فأسمعه فقال حسان:
نصرنا رسول الله والدين عنوة... على رغم عات من معد وحاضر
بضرب كإبزاغ المخاض مشاشه... وطعن كأفواه اللقاح الصوادر
وسل أحدا يوم استقلت شعابه... بضرب لنا مثل الليوث الخوادر
ألسنا نخوض الموت في حومة الوغى... إذا طاب ورد الموت بين العساكر
ونضرب هام الدارعين وننتمي... إلى حسب من جذم غسان قاهر
فأحياؤنا من خير من وطئ الحصى... وأمواتنا من خير أهل المقابر
فلولا حياء الله قلنا تكرما... على الناس بالخيفين هل من منافر
فقام الأقرع بن حابس فقال: إني والله يا محمد لقد جئت لأمر ما جاء له هؤلاء قد قلت شعرا فأسمعه قال: هات فقال:
أتيناك كيما يعرف الناس فضلنا... إذا خالفونا عند ذكر المكارم
وأنا رؤوس الناس من كل معسر... وأن ليس في أرض الحجاز كدارم
فقال رسول الإسلام: قم يا حسان فأجبه فقال:
بني دارم لا تفخروا إن فخركم... يعود وبالا عند ذكر المكارم
هبلتم علينا تفخرون وأنتم... لنا خول من بين ظئر وخادم
فقال رسول الإسلام: «لقد كنت غنيا يا أخا بني دارم أن يذكر منك ما كنت ترى أن الناس قد نسوه»؛ فكان رسول الله أشد عليهما من قول حسان
ثم رجع حسان إلى قوله:
وأفضل ما نلتم ومن المجد والعلى... ردافتنا من بعد ذكر المكارم
فإن كنتم جئتم لحقن دمائكم... وأموالكم أن تقسموا في المقاسم
فلا تجعلوا لله ندا وأسلموا... ولا تفخروا عند النبي بدارم
وإلا ورب البيت مالت أكفنا... على رؤوسكم بالمرهفات الصوارم
فقام الأقرع بن حابس فقال: يا هؤلاء ما أدري ما هذا الأمر تكلم خطيبنا فكان خطيبهم أرفع صوتا وتكلم شاعرنا فكان شاعرهم أرفع صوتا وأحسن قولا ثم دنا إلى النبي فقال: أشهد أن لا إله إلا الله وأنك رسول الله. فقال رسول الله: «لا يضرك ما كان قبل هذا»
وفي وفد بني تميم نزل قوله تعالى: [إِنَّ الَّذِينَ يُنَادُونَكَ مِنْ وَرَاءِ الْحُجُرَاتِ أَكْثَرُهُمْ لَا يَعْقِلُونَ] {الحجرات:4}
ثم أسلم القوم وبقوا بالمدينة مدة يتعلمون القرآن والدين ثم أرادوا الخروج إلى قومهم فأعطاهم النبي وكساهم...

## بعض المواقف من حياته مع رسول الله
موقف قدومه هو وقومه، وقد سبق ذكره عند إسلامه. شهد مع رسول الله فتح مكة وحنينا والطائف ، وأعطى النبي من غنائم حنين مائة من الإبل للأقرع بن حابس التميمي
بعَثَ عليٌّ وهو باليَمنِ بذُهَيْبَةٍ بتُرْبَتِها إلى رسولِ اللهِ صلَّى اللهُ عليه وسلَّمَ، فقَسَمَها رسولُ اللهِ صلَّى اللهُ عليه وسلَّمَ بينَ أربعةِ نفَرٍ؛ الأقرعِ بنِ حابسٍ الحَنْظليِّ، وعُيَيْنَةَ بنِ بدرٍ الفَزاريِّ، وعَلْقمةَ بنِ عُلاثةَ العامِريِّ، ثمَّ أحَدِ بَني كِلابٍ، وزَيدٍ الطائيِّ، ثمَّ أحدِ بَني نَبْهانَ؛ فغضِبَتْ قُرَيشٌ، وقال مرَّةً أخرى: صَناديدُ قريشٍ، فقالوا: تُعْطي صَناديدَ نَجْدُ وتَدَعُنا؟ قال: إنَّما فعَلْتُ ذلك لِأَتألَّفَهم

## أحاديث صحيحة تشير إلى بعض مواقفه مع النبي
حَدَّثَنِي إِبْرَاهِيمُ بْنُ مُوسَى حَدَّثَنَا هِشَامُ بْنُ يُوسُفَ أَنَّ ابْنَ جُرَيْجٍ أَخْبَرَهُمْ عَنْ ابْنِ أَبِي مُلَيْكَةَ أَنَّ عَبْدَ اللَّهِ بْنَ الزُّبَيْرِ أَخْبَرَهُمْ أَنَّهُ قَدِمَ رَكْبٌ مِنْ بَنِي تَمِيمٍ عَلَى النَّبِيِّ صَلَّى اللَّهُ عَلَيْهِ وَسَلَّمَ فَقَالَ أَبُو بَكْرٍ أَمِّرْ الْقَعْقَاعَ بْنَ مَعْبَدِ بْنِ زُرَارَةَ قَالَ عُمَرُ بَلْ أَمِّرْ الْأَقْرَعَ بْنَ حَابِسٍ قَالَ أَبُو بَكْرٍ مَا أَرَدْتَ إِلَّا خِلَافِي قَالَ عُمَرُ مَا أَرَدْتُ خِلَافَكَ فَتَمَارَيَا حَتَّى ارْتَفَعَتْ أَصْوَاتُهُمَا فَنَزَلَ فِي ذَلِكَ [يَا أَيُّهَا الَّذِينَ آمَنُوا لَا تُقَدِّمُوا] حَتَّى انْقَضَتْ البخاري - كتاب المغازي - حديث رقم 4019 }
حَدَّثَنَا أَبُو الْيَمَانِ أَخْبَرَنَا شُعَيْبٌ عَنْ الزُّهْرِيِّ حَدَّثَنَا أَبُو سَلَمَةَ بْنُ عَبْدِ الرَّحْمَنِ أَنَّ أَبَا هُرَيْرَةَ رَضِيَ اللَّهُ عَنْهُ قَالَ قَبَّلَ رَسُولُ اللَّهِ صَلَّى اللَّهُ عَلَيْهِ وَسَلَّمَ الْحَسَنَ بْنَ عَلِيٍّ وَعِنْدَهُ الْأَقْرَعُ بْنُ حَابِسٍ التَّمِيمِيُّ جَالِسًا فَقَالَ الْأَقْرَعُ إِنَّ لِي عَشَرَةً مِنْ الْوَلَدِ مَا قَبَّلْتُ مِنْهُمْ أَحَدًا فَنَظَرَ إِلَيْهِ رَسُولُ اللَّهِ صَلَّى اللَّهُ عَلَيْهِ وَسَلَّمَ ثُمَّ قَالَ مَنْ لَا يَرْحَمُ لَا يُرْحَمُ {البخاري - كتاب الدب - حديث رقم 5538 }
أَخْبَرَنَا مُحَمَّدُ بْنُ يَحْيَى بْنِ عَبْدِ اللَّهِ النَّيْسَابُورِيُّ قَالَ حَدَّثَنَا سَعِيدُ بْنُ أَبِي مَرْيَمَ قَالَ أَنْبَأَنَا مُوسَى بْنُ سَلَمَةَ قَالَ حَدَّثَنِي عَبْدُ الْجَلِيلِ بْنُ حُمَيْدٍ عَنْ ابْنِ شِهَابٍ عَنْ أَبِي سِنَانٍ الدُّؤَلِيِّ عَنْ ابْنِ عَبَّاسٍ أَنَّ رَسُولَ اللَّهِ صَلَّى اللَّهُ عَلَيْهِ وَسَلَّمَ قَامَ فَقَالَ إِنَّ اللَّهَ تَعَالَى كَتَبَ عَلَيْكُمْ الْحَجَّ فَقَالَ الْأَقْرَعُ بْنُ حَابِسٍ التَّمِيمِيُّ كُلُّ عَامٍ يَا رَسُولَ اللَّهِ فَسَكَتَ فَقَالَ لَوْ قُلْتُ نَعَمْ لَوَجَبَتْ ثُمَّ إِذًا لَا تَسْمَعُونَ وَلَا تُطِيعُونَ وَلَكِنَّهُ حَجَّةٌ وَاحِدَةٌ { النسائي - كتاب مناسك الحج - حديث 2573 }
قَالَ حَدَّثَنَا عَفَّانُ حَدَّثَنَا وُهَيْبٌ قَالَ حَدَّثَنِي موسى بن عقبة قَالَ حَدَّثَنِي أَبُو سَلَمَةَ بْنُ عَبْدِ الرَّحْمَنِ عَنِ الْأَقْرَعِ بْنِ حَابِسٍ أَنَّهُ نَادَى رَسُولَ اللَّهِ صَلَّى اللَّهُ عَلَيْهِ وَسَلَّمَ مِنْ وَرَاءِ الْحُجُرَاتِ فَقَالَ يَا رَسُولَ اللَّهِ فَلَمْ يُجِبْهُ رَسُولُ اللَّهِ صَلَّى اللَّهُ عَلَيْهِ وَسَلَّمَ فَقَالَ يَا رَسُولَ اللَّهِ أَلَا إِنَّ حَمْدِي زَيْنٌ وَإِنَّ ذَمِّي شَيْنٌ فَقَالَ رَسُولُ اللَّهِ صَلَّى اللَّهُ عَلَيْهِ وَسَلَّمَ كَمَا حَدَّثَ أَبُو سَلَمَةَ ذَاكَ اللَّهُ عَزَّ وَجَلَّ {مسند أحمد - حديث رقم 15422}
حَدَّثَنِي مُحَمَّدُ بْنُ بَشَّارٍ حَدَّثَنَا غُنْدَرٌ حَدَّثَنَا شُعْبَةُ عَنْ مُحَمَّدِ بْنِ أَبِي يَعْقُوبَ قَالَ سَمِعْتُ عَبْدَ الرَّحْمَنِ بْنَ أَبِي بَكْرَةَ عَنْ أَبِيهِ أَنَّ الْأَقْرَعَ بْنَ حَابِسٍ قَالَ لِلنَّبِيِّ صَلَّى اللَّهُ عَلَيْهِ وَسَلَّمَ إِنَّمَا بَايَعَكَ سُرَّاقُ الْحَجِيجِ مِنْ أَسْلَمَ وَغِفَارَ وَمُزَيْنَةَ وَأَحْسِبُهُ وَجُهَيْنَةَ ابْنُ أَبِي يَعْقُوبَ شَكَّ قَالَ النَّبِيُّ صَلَّى اللَّهُ عَلَيْهِ وَسَلَّمَ أَرَأَيْتَ إِنْ كَانَ أَسْلَمُ وَغِفَارُ وَمُزَيْنَةُ وَأَحْسِبُهُ وَجُهَيْنَةُ خَيْرًا مِنْ بَنِي تَمِيمٍ وَبَنِي عَامِرٍ وَأَسَدٍ وَغَطَفَانَ خَابُوا وَخَسِرُوا قَالَ نَعَمْ قَالَ وَالَّذِي نَفْسِي بِيَدِهِ إِنَّهُمْ لَخَيْرٌ مِنْهُمْ { البخاري - كتاب المناقب - حديث رقم 3254 }
وكان من المؤلفة قلوبهم:
عن ابن عباس قال: كانت المؤلفة قلوبهم خمسة عشر رجلا منهم: أبو سفيان بن حرب والأقرع بن حابس وعيينة بن حصن الفزاري وسهيل بن عمرو العامري...

## بعض المواقف من حياته مع الصحابة
شهد الأقرع بن حابس مع خالد بن الوليد حرب أهل العراق وشهد معه فتح الأنبار وكان على مقدمة خالد بن الوليد واستعمله عبد الله بن عامر على جيش سيره إلى خراسان فأصيب بالجوزجان هو والجيش وذلك في زمن عثمان
عن عبيدة بن عمرو السلماني أن عيينة والأقرع استقطعا أبا بكر أرضا فقال لهما عمر إنما كان النبي يتألفكما على الإسلام فأما الآن فاجهدا جهدكما وقطع الكتاب...
سار الأقرع بن حابس إلى الجوزجان بعثه الأحنف في جريدة خيل إلى بقية كانت بقيت من الزحوف الذين هزمهم الأحنف فقاتلهم فجال المسلمون جولة فقتل فرسان من فرسانهم ثم أظفر الله المسلمين بهم فهزموهم وقتلوهم
فتح الأنبار وعين التمر وتسمى هذه الغزوة ذات العيون:
ثم سار خالد على تعبيته إلى الأنبار وعلى مقدمته الأقرع بن حابس وكان بالأنبار شيرزاد صاحب ساباط فحاصرهم ورشقوهم بالنبال حتى فقؤوا منهم ألف عين ثم نحر ضعاف الإبل وألقاها في الخندق حتى ردمه بها وجاز هو وأصحابه فوقها فاجتمع المسلمون والكفار في الخندق وصالح شيرزاد على أن يلحقوه بمأمنه ويخلي لهم عن البلد وما فيها ببهمن حاذويه.
وقد صحب خالد بن الوليد في أكثر معاركه باليمامة أيام الردة وشارك كذلك في حروب العراق وأبلى فيها بلاء حسنا...

## وفاته
توفي بجوزجان من مدن خراسان وذلك في زمن الخليفة عثمان بن عفان رضي الله عنه عام 31 هـ، وذكر الرضي الشاطبي أنه إستشهد في معركة اليرموك مع عشرة من أبنائه في خلافة عمر بن الخطاب رضي الله عنه.